# Pleisenspitze
De Pleisenspitze is een 2569 meter hoge bergtop in de Hinterautal-Vomper-keten van het Karwendelgebergte in de Oostenrijkse deelstaat Tirol.
De top is vanaf Scharnitz door middel van een vermoeiende, maar niet ingewikkelde bergtocht binnen 4½ uur te bereiken. Halverwege het traject ligt op 1757 meter hoogte de Pleisenhütte, die het gehele jaar gedurende de weekeinden is geopend.
De Pleisenspitze is ook in de winter een geliefd doel voor skitochten en sneeuwschoengangers.